# Nannobittacus souzalopesi
Nannobittacus souzalopesi är en näbbsländeart som beskrevs av Penny och Arias 1983. Nannobittacus souzalopesi ingår i släktet Nannobittacus och familjen styltsländor. Inga underarter finns listade i Catalogue of Life.